# Lysandra bolivari
Lysandra bolivari är en fjärilsart som beskrevs av Romei 1927. Lysandra bolivari ingår i släktet Lysandra och familjen juvelvingar. Inga underarter finns listade i Catalogue of Life.